# Division 2 i fotboll 1999
Division II i fotboll 1999 var 1999 års säsong av Division II som bestod av sex serier med 12 lag i varje serie. Eftersom Division I-serierna slogs ihop till Superettan säsongen 2000 flyttades fler lag än tidigare ned till Division II från Division I, vilket även ledde till att fler lag än tidigare degraderades till division III.

## Seriesystem
Sammanslagningen av division I-serierna till nästkommande säsongen fick till konsekvens att seriesegrarna i division II-serierna denna säsong inte flyttades upp direkt till Superettan. De sex seriesegrarna delades istället in i två kvalgrupper. Vinnarna ställdes sedan mot lag 8 från division I norra respektive södra i ett direktkval till Superettan.

Lag 2-8 i varje serie, förlorarna i förkvalet samt förlorarna i direktkvalspelet till Superettan kvalificerade sig för division II 2000, lag 9-12 flyttades ned till Division III.

## Serier

### Norrland
Östersunds FK kvalificerat för kvalspel.
| Pos | Klubb                              | S  | V  | O | F  | GM | IM | MS  | P  |
| --- | ---------------------------------- | -- | -- | - | -- | -- | -- | --- | -- |
| 1   | Östersunds FK                      | 22 | 14 | 3 | 5  | 54 | 9  | 45  | 45 |
| 2   | Selånger FK, Sundsvall             | 22 | 12 | 5 | 5  | 47 | 21 | 26  | 41 |
| 3   | Kiruna FF                          | 22 | 13 | 1 | 8  | 52 | 30 | 22  | 40 |
| 4   | Piteå IF (N)                       | 22 | 10 | 7 | 5  | 50 | 31 | 19  | 37 |
| 5   | Skellefteå AIK                     | 22 | 11 | 3 | 8  | 37 | 30 | 7   | 36 |
| 6   | Friska Viljor FC, Örnsköldsvik (U) | 22 | 10 | 3 | 9  | 40 | 28 | 12  | 33 |
| 7   | IFK Holmsund                       | 22 | 8  | 6 | 8  | 41 | 39 | 2   | 30 |
| 8   | Bodens BK (U)                      | 22 | 8  | 5 | 9  | 35 | 42 | -7  | 29 |
| 9   | Stockviks FF (U)                   | 22 | 7  | 4 | 11 | 33 | 35 | -2  | 25 |
| 10  | Assi IF, Piteå                     | 22 | 5  | 9 | 8  | 27 | 31 | -4  | 24 |
| 11  | Morön BK, Skellefteå               | 22 | 6  | 4 | 12 | 22 | 46 | -24 | 22 |
| 12  | Gällivare SK                       | 22 | 1  | 4 | 17 | 13 | 86 | -73 | 7  |

POS = Position; S = Spelade matcher;  V = Vunna matcher;  O = Oavgjorda matcher;  F = Förlorade matcher;  GM = Gjorda mål; IM = Insläppta mål; MS = Målskillnad; P = Poäng
|  | Vidare till playoff-spel.         |
|  | Nedflyttning till Division 3 2000 |

### Östra Svealand
Väsby IK kvalificerat för kvalspel.
| Pos | Klubb                    | S  | V  | O | F  | GM | IM | MS  | P  |
| --- | ------------------------ | -- | -- | - | -- | -- | -- | --- | -- |
| 1   | Väsby IK, Upplands-Väsby | 22 | 14 | 8 | 0  | 50 | 19 | 31  | 50 |
| 2   | Vasalunds IF, Solna      | 22 | 14 | 4 | 4  | 48 | 23 | 25  | 46 |
| 3   | Visby IF Gute            | 22 | 11 | 7 | 4  | 38 | 23 | 15  | 40 |
| 4   | Vallentuna BK            | 22 | 10 | 6 | 6  | 50 | 32 | 18  | 36 |
| 5   | Tyresö FF                | 22 | 10 | 6 | 6  | 36 | 29 | 7   | 36 |
| 6   | Sandvikens IF            | 22 | 9  | 4 | 9  | 28 | 37 | -9  | 31 |
| 7   | Älta IF (U)              | 22 | 8  | 6 | 8  | 35 | 41 | -6  | 30 |
| 8   | FC Järfälla (U)          | 22 | 7  | 2 | 13 | 32 | 42 | -10 | 23 |
| 9   | Edsbyns IF (U)           | 22 | 4  | 7 | 11 | 33 | 38 | -5  | 19 |
| 10  | Söderhamns FF            | 22 | 4  | 7 | 11 | 20 | 33 | -13 | 19 |
| 11  | Hudiksvall ABK           | 22 | 3  | 8 | 11 | 23 | 47 | -24 | 17 |
| 12  | IFK Gävle                | 22 | 3  | 5 | 14 | 21 | 50 | -29 | 14 |

POS = Position; S = Spelade matcher;  V = Vunna matcher;  O = Oavgjorda matcher;  F = Förlorade matcher;  GM = Gjorda mål; IM = Insläppta mål; MS = Målskillnad; P = Poäng
|  | Vidare till playoff-spel.         |
|  | Nedflyttning till Division 3 2000 |

### Västra Svealand
FC Café Opera kvalificerat för kvalspel.
| Pos | Klubb                   | S  | V  | O  | F  | GM | IM | MS  | P  |
| --- | ----------------------- | -- | -- | -- | -- | -- | -- | --- | -- |
| 1   | FC Café Opera/Djursholm | 22 | 15 | 6  | 1  | 54 | 10 | 44  | 51 |
| 2   | BK Forward, Örebro      | 22 | 13 | 5  | 4  | 38 | 15 | 23  | 44 |
| 3   | Rynninge IK, Örebro     | 22 | 10 | 7  | 5  | 27 | 21 | 6   | 37 |
| 4   | Värtans IK, Stockholm   | 22 | 10 | 3  | 9  | 27 | 35 | -8  | 33 |
| 5   | Spånga IS, Stockholm    | 22 | 7  | 10 | 5  | 30 | 38 | -8  | 31 |
| 6   | IFK Västerås            | 22 | 7  | 9  | 6  | 19 | 20 | -1  | 30 |
| 7   | IK City, Eskilstuna     | 22 | 7  | 8  | 7  | 32 | 31 | 1   | 29 |
| 8   | KB Karlskoga FF (U)     | 22 | 8  | 5  | 9  | 26 | 29 | -3  | 29 |
| 9   | Ludvika FK (N)          | 22 | 6  | 5  | 11 | 24 | 32 | -8  | 23 |
| 10  | IFK Eskilstuna          | 22 | 6  | 2  | 14 | 18 | 38 | -20 | 20 |
| 11  | FBK Karlstad (U)        | 22 | 4  | 5  | 13 | 24 | 40 | -16 | 17 |
| 12  | Håbo FF, Bålsta         | 22 | 3  | 7  | 12 | 26 | 36 | -10 | 16 |

POS = Position; S = Spelade matcher;  V = Vunna matcher;  O = Oavgjorda matcher;  F = Förlorade matcher;  GM = Gjorda mål; IM = Insläppta mål; MS = Målskillnad; P = Poäng
|  | Vidare till playoff-spel.         |
|  | Nedflyttning till Division 3 2000 |

### Östra Götaland
Ljungby IF kvalificerat för kvalspel.
| Pos | Klubb                       | S  | V  | O  | F  | GM | IM | MS  | P  |
| --- | --------------------------- | -- | -- | -- | -- | -- | -- | --- | -- |
| 1   | Ljungby IF (U)              | 22 | 10 | 7  | 5  | 51 | 38 | 13  | 37 |
| 2   | Linköpings FF               | 22 | 11 | 4  | 7  | 31 | 25 | 6   | 37 |
| 3   | Nybro IF                    | 22 | 8  | 10 | 4  | 35 | 36 | -1  | 34 |
| 4   | Grimsås IF                  | 22 | 9  | 6  | 7  | 45 | 39 | 6   | 33 |
| 5   | Hjulsbro IK, Linköping      | 22 | 9  | 5  | 8  | 42 | 37 | 5   | 32 |
| 6   | IK Sleipner, Norrköping (U) | 22 | 9  | 5  | 8  | 31 | 27 | 4   | 32 |
| 7   | Myresjö IF                  | 22 | 9  | 5  | 8  | 32 | 29 | 3   | 32 |
| 8   | IK Tord, Jönköping          | 22 | 9  | 5  | 8  | 35 | 34 | 1   | 32 |
| 9   | Kalmar AIK                  | 22 | 7  | 7  | 8  | 39 | 39 | 0   | 28 |
| 10  | Växjö Norra IF              | 22 | 7  | 7  | 8  | 36 | 42 | -6  | 28 |
| 11  | Gullringens GoIF            | 22 | 7  | 3  | 12 | 32 | 39 | -7  | 24 |
| 12  | Olofströms IF               | 22 | 2  | 6  | 14 | 16 | 40 | -24 | 12 |

POS = Position; S = Spelade matcher;  V = Vunna matcher;  O = Oavgjorda matcher;  F = Förlorade matcher;  GM = Gjorda mål; IM = Insläppta mål; MS = Målskillnad; P = Poäng
|  | Vidare till playoff-spel.         |
|  | Nedflyttning till Division 3 2000 |

### Västra Götaland
Norrby IF kvalificerat för kvalspel.
| Pos | Klubb                   | S  | V  | O  | F  | GM | IM | MS  | P  |
| --- | ----------------------- | -- | -- | -- | -- | -- | -- | --- | -- |
| 1   | Norrby IF, Borås (N)    | 22 | 12 | 7  | 3  | 46 | 20 | 26  | 43 |
| 2   | Torslanda IK            | 22 | 12 | 5  | 5  | 48 | 30 | 18  | 41 |
| 3   | Trollhättans FK         | 22 | 10 | 5  | 7  | 38 | 33 | 5   | 35 |
| 4   | Skene IF                | 22 | 9  | 4  | 9  | 33 | 34 | -1  | 31 |
| 5   | IF Heimer, Lidköping    | 22 | 7  | 9  | 6  | 28 | 30 | -2  | 30 |
| 6   | Lundby IF, Göteborg (N) | 22 | 7  | 8  | 7  | 30 | 28 | 2   | 29 |
| 7   | Skövde AIK              | 22 | 6  | 10 | 6  | 21 | 23 | -2  | 28 |
| 8   | Qviding FIF, Göteborg   | 22 | 7  | 6  | 9  | 40 | 49 | -9  | 27 |
| 9   | Skärhamns IK (U)        | 22 | 7  | 6  | 9  | 30 | 40 | -10 | 27 |
| 10  | IK Oddevold, Uddevalla  | 22 | 6  | 8  | 8  | 42 | 45 | -3  | 26 |
| 11  | Holmalunds IF, Alingsås | 22 | 7  | 3  | 12 | 36 | 36 | 0   | 24 |
| 12  | Ulvåkers IF (U)         | 22 | 3  | 7  | 12 | 26 | 50 | -24 | 16 |

POS = Position; S = Spelade matcher;  V = Vunna matcher;  O = Oavgjorda matcher;  F = Förlorade matcher;  GM = Gjorda mål; IM = Insläppta mål; MS = Målskillnad; P = Poäng
|  | Vidare till playoff-spel.         |
|  | Nedflyttning till Division 3 2000 |

### Södra Götaland
Lunds BK kvalificerat för kvalspel.
| Pos | Klubb                     | S  | V  | O | F  | GM | IM | MS  | P  |
| --- | ------------------------- | -- | -- | - | -- | -- | -- | --- | -- |
| 1   | Lunds BK                  | 22 | 14 | 4 | 4  | 39 | 15 | 24  | 46 |
| 2   | Högaborgs BK, Helsingborg | 22 | 13 | 4 | 5  | 38 | 22 | 16  | 43 |
| 3   | IFK Trelleborg            | 22 | 11 | 5 | 6  | 47 | 36 | 11  | 38 |
| 4   | IFK Hässleholm (N)        | 22 | 10 | 5 | 7  | 33 | 31 | 2   | 35 |
| 5   | IF Leikin, Halmstad (U)   | 22 | 9  | 7 | 6  | 38 | 26 | 12  | 34 |
| 6   | Åhus Horna BK             | 22 | 8  | 8 | 6  | 41 | 29 | 12  | 32 |
| 7   | IFK Malmö                 | 22 | 9  | 5 | 8  | 32 | 25 | 7   | 32 |
| 8   | Ystads IF                 | 22 | 8  | 7 | 7  | 42 | 36 | 6   | 31 |
| 9   | Ifö/Bromölla IF (U)       | 22 | 6  | 5 | 11 | 28 | 43 | -15 | 23 |
| 10  | IS Halmia, Halmstad (N)   | 22 | 5  | 3 | 14 | 31 | 51 | -20 | 18 |
| 11  | Höllvikens GIF (U)        | 22 | 5  | 3 | 14 | 24 | 45 | -21 | 18 |
| 12  | Laholms FK                | 22 | 4  | 4 | 14 | 21 | 55 | -34 | 16 |

POS = Position; S = Spelade matcher;  V = Vunna matcher;  O = Oavgjorda matcher;  F = Förlorade matcher;  GM = Gjorda mål; IM = Insläppta mål; MS = Målskillnad; P = Poäng
|  | Vidare till playoff-spel.         |
|  | Nedflyttning till Division 3 2000 |

## Kvalspel till Superettan

### Förkval till Superettan

#### Grupp A
| Pos | Klubb                    | S | V | O | F | GM | IM | MS | P  |
| --- | ------------------------ | - | - | - | - | -- | -- | -- | -- |
| 1   | FC Café Opera/Djursholm  | 4 | 4 | 0 | 0 | 8  | 2  | 6  | 12 |
| 2   | Väsby IK, Upplands-Väsby | 3 | 1 | 0 | 2 | 3  | 4  | -1 | 3  |
| 3   | Östersunds FK            | 3 | 0 | 0 | 3 | 2  | 7  | -5 | 0  |

|  | Vidare till kvalspel till Superettan. |

Notera att den sista matchen mellan Väsby och Östersund inte spelades eftersom segraren redan var korad.

#### Grupp 2
| Pos | Klubb            | S | V | O | F | GM | IM | MS | P |
| --- | ---------------- | - | - | - | - | -- | -- | -- | - |
| 1   | Ljungby IF       | 3 | 2 | 1 | 0 | 9  | 6  | 3  | 7 |
| 2   | Norrby IF, Borås | 4 | 1 | 2 | 1 | 6  | 7  | -1 | 5 |
| 3   | Lunds BK         | 3 | 0 | 1 | 2 | 3  | 5  | -2 | 1 |

|  | Vidare till kvalspel till Superettan. |

### Direktkval till Superettan
| Lag 1                   | Totalt | Lag 2     | Match 1 | Match 2 |
| ----------------------- | ------ | --------- | ------- | ------- |
| FC Café Opera/Djursholm | 2-2    | Gefle IF  | 0-0     | 2-2     |
| Ljungby IF              | 2-3    | Östers IF | 1-1     | 1-2     |

FC Café Opera/Djursholm (efter 2-2 sammanlagt och fler gjorda bortamål) och Östers IF (efter 3-2 sammanlagt) kvalificerade för Superettan 2000, Gefle IF flyttas ned till division II 2000, Ljungby IF kvarstår i division II.